# 奈氏單頜鰻
奈氏單頜鰻為輻鰭魚綱囊鰓鰻目單頜鰻科的其中一種，分布於東北大西洋海域，屬深海魚類，棲息深度1500-3910公尺，本魚頭長，吻尖，頜骨直，背鰭軟條82-95枚;臀鰭軟條56-60枚，體長可達5.7公分。

## 擴展閱讀
維基物種上的相關：奈氏單頜鰻